# Paradoris mollis
Paradoris mollis is een slakkensoort uit de familie van de Discodorididae. De wetenschappelijke naam van de soort is voor het eerst geldig gepubliceerd in 1995 door Ortea.